# Jagdeep Dhankhar
Jagdeep Dhankhar (Jhunjhunu, 18 de mayo de 1951) es un político y abogado indio, actual vicepresidente de la India desde el 11 de agosto de 2022. Anteriormente se desempeñó como gobernador de Bengala Occidental de 2019 a 2022. Es miembro del Bharatiya Janata Party (BJP). Fue el candidato a la elección vicepresidencial de 2022 por el BJP y la Alianza Democrática Nacional.

## Temprana edad y educación
Completó su educación escolar Sainik School, Chittorgarh y luego se graduó en B.Sc y LLB de la Universidad de Rayastán, Jaipur. Dhankhar completó su educación primaria y secundaria en la Escuela de Gobierno de Kithana y la Escuela de Gobierno de Ghardhana, respectivamente.

## Vida personal
Dhankhar nació el 18 de mayo de 1951 de Gokal Chand y Kesari Devi en Kithana, un pequeño pueblo en Jhunjhunu en el estado de Rajasthan en una familia hindú Jat.
Dhankhar se casó con Sudesh Dhankhar en 1979 y tienen una hija, Kamna.

## Trayectoria judicial
Dhankhar se inscribió en el Colegio de Abogados de Rajasthan como abogado en 1979. Fue designado Defensor Principal por el Tribunal Superior de Justicia de Rayastán en 1990, y fue el Defensor Principal designado más antiguo del estado hasta que prestó juramento como Gobernador el 30 de julio de 2019.
Desde 1990, Dhankhar ha estado ejerciendo principalmente en la Corte Suprema de India. Ha comparecido en varios Tribunales Superiores de la India. Es expresidente del Colegio de Abogados del Tribunal Superior de Rajasthan, Jaipur.

## Trayectoria política
Dhankhar fue miembro del Lok Sabha de 1989 a 1991. Se desempeñó como ministro de Estado para Asuntos Parlamentarios en el gobierno de Chandra Shekhar.

## Gobernador de Bengala Occidental
El 30 de julio de 2019, el presidente Ram Nath Kovind lo nombró gobernador de Bengala Occidental.  TB Radhakrishnan, presidente del Tribunal Supremo de Calcuta, administró el juramento del cargo a Jagdeep Dhankhar el 30 de julio de 2019 en Raj Bhavan, Kolkata.

## Campaña vicepresidencial 2022
El 16 de julio de 2022, el BJP nominó a Dhankhar como candidato de la Alianza Democrática Nacional a vicepresidente de la India para las elecciones de 2022 del mes siguiente. Dhankhar ha sido proyectado como un "hijo de granjero" por el BJP.